# Franz Ram
Franz Ram (* 12. Februar 1813 in Hernals; † 17. April 1889 ebenda) war ein österreichischer Stadtbaumeister.

## Leben
Franz Ram war der Sohn des Stadtbaumeisters Ignaz Ram, bei dem er wahrscheinlich auch gelernt und praktiziert hat. Von 1828 bis 1830 besuchte er die Graveurschule der Akademie und weiter bis 1832 die Akademie der bildenden Künste Wien. Daneben studierte er von 1830 bis 1836 am Polytechnikum.
Es ist anzunehmen, dass er seine berufliche Laufbahn zunächst beim Vater begann. Im Jahr 1844 erlangte er dann die Baumeisterkonzession. Trotz seiner guten Ausbildung war er aber im Vergleich zum Vater weniger beschäftigt als dieser. Hingegen konnte er sich 1858 im Zuge der Stadterweiterung beim Abriss der Basteien als führender Abrissunternehmer etablieren.
Franz Ram war seit 1844 mit Josepha Prigl verheiratet und hatte vier Kinder. Er starb im 76. Lebensjahr. Seine Baufirma wurde kurze Zeit darauf aufgelöst.

## Bauten

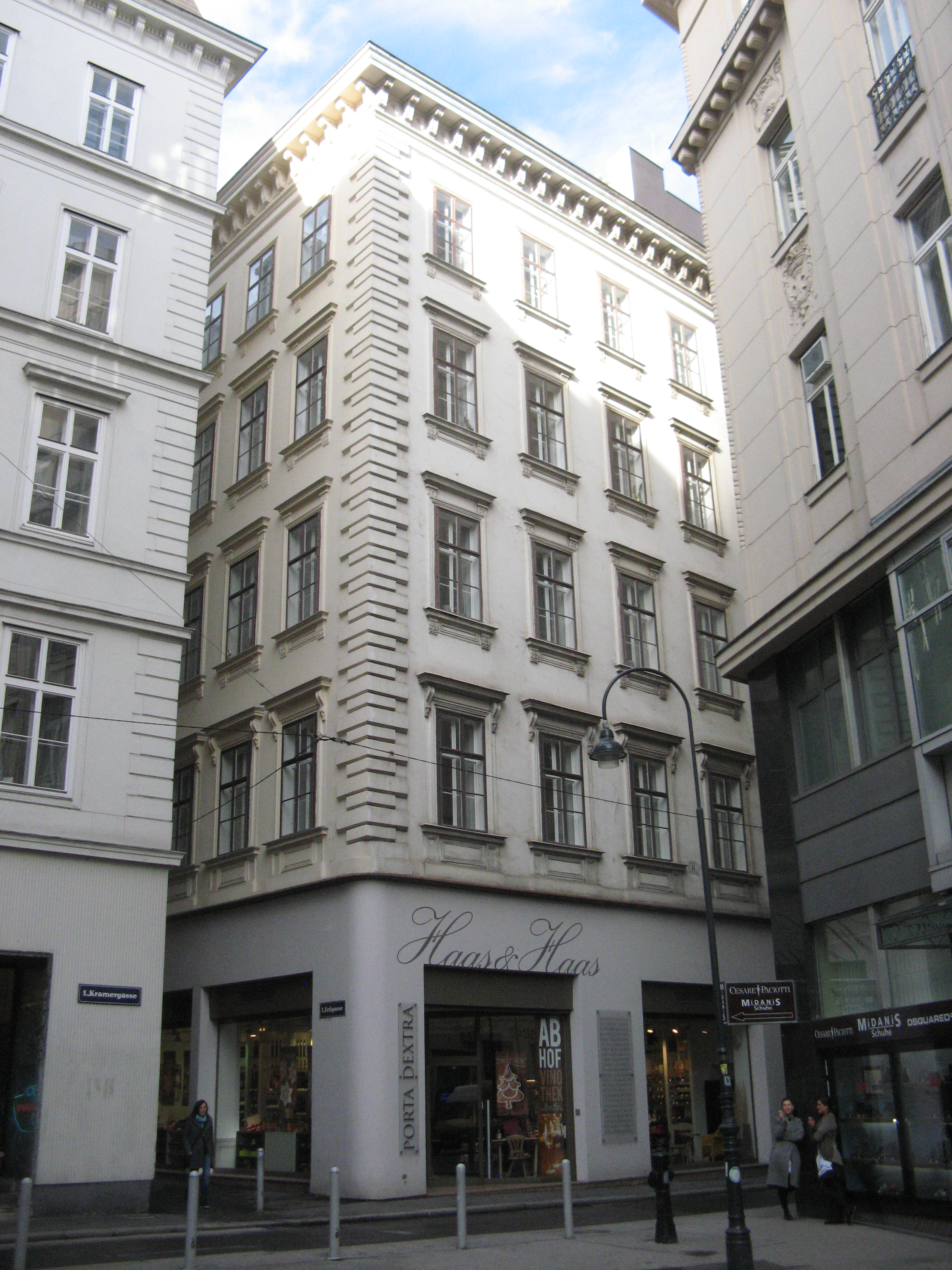
Ertlgasse 4 (1842)

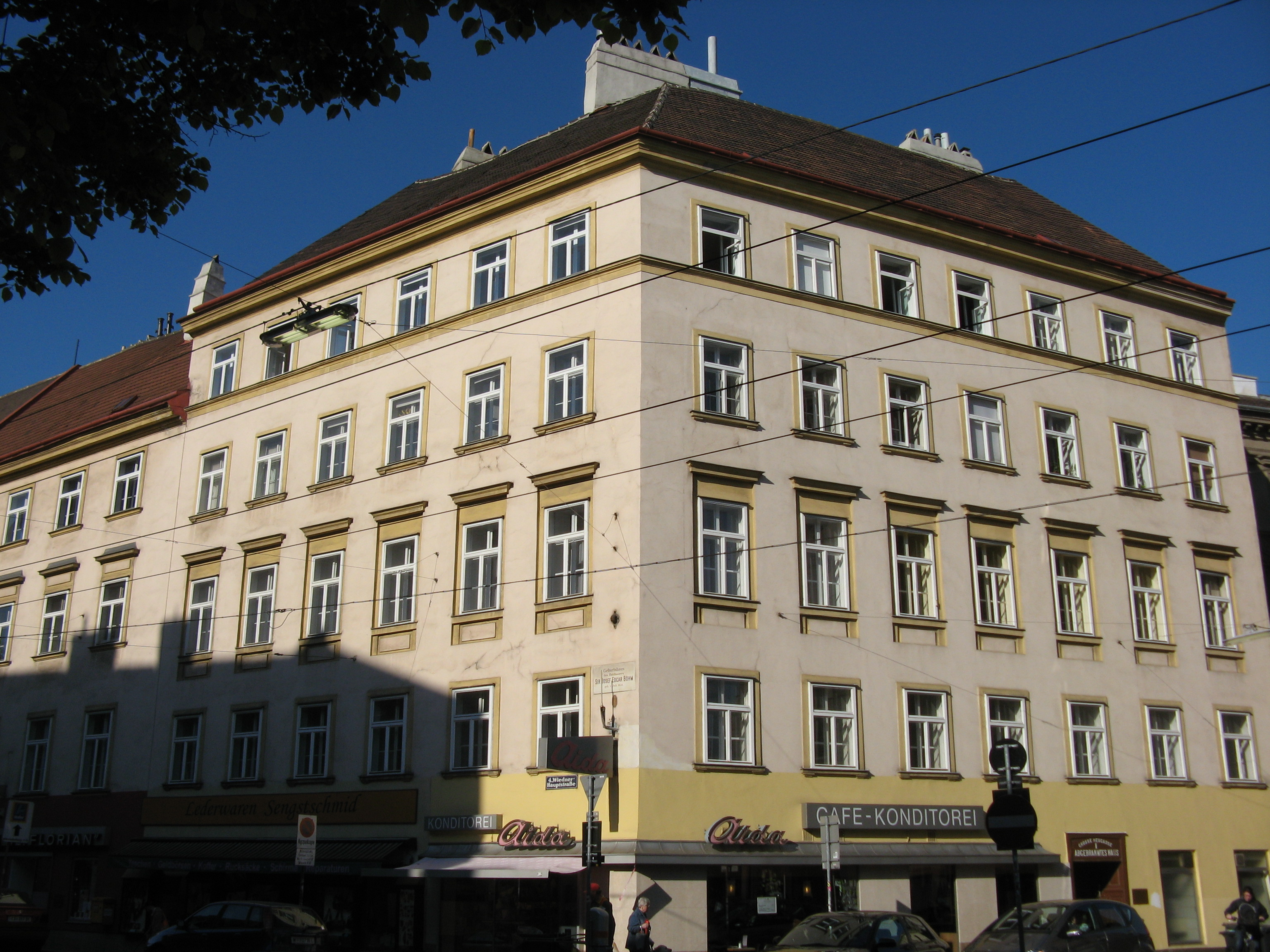
Wiedner Hauptstraße 60 (1845)

Franz Ram arbeitete sowohl als ausführender Baumeister für andere Architekten (darunter Johann Romano von Ringe, August Schwendenwein von Lanauberg und August Weber) als auch nach eigenen Entwürfen. Er blieb dabei einem einfachen frühhistoristischen Stil verhaftet. Daneben war er beim Abriss der Wiener Stadtmauer für die Beseitigung des Rotenturmtores, des Stubentores, des Kärntner Tores und der Schottenbastei verantwortlich.
- Miethaus „Zur schwarzen Muttergottes“, Währinger Straße 27, Wien 9 (1838), mit Ignaz Ram; unter Denkmalschutz
- Miethaus, Ertlgasse 4, Wien 1 (1842)
- Miethaus, Mommsengasse 21, Wien 4 (1842), 1861 aufgestockt und neufassadiert
- Miethaus, Wiedner Hauptstraße 60/Große Neugasse 1, Wien 4 (1845)
- Miethaus, Rechte Wienzeile 3, Wien 4 (1845), Zuschreibung umstritten
- Miethaus, Praterstraße 49, Wien 2 (um 1850), später verändert
- Miethaus, Franzensgasse 4, Wien 5 (1850), Adaptierung
- Miethaus, Preßgasse 29/Mühlgasse 32, Wien 4 (1851), Zubau des Seitentraktes
- Miethaus „Zur Allmacht Gottes“, Kaiserstraße 58/Kandlgasse 34, Wien 7 (1851), Hoftrakt
- Miethaus „Zum Blumenstock“, Breitegasse 6, Wien 7 (1853), Adaptierung
- Miethaus, Laudongasse 47, Wien 8 (1857), Adaptierung, Neufassadierung
- Miethaus, Skodagasse 13, Wien 8 (1857)
- Palais Khevenhüller-Metsch, Türkenstraße 19, Wien 9 (1858), Ausführung; Entwurf: Romano/Schwendenwein
- Schleifung der alten Basteien um die Wiener Innenstadt, z. B. Stubentor, Rotenturmtor, Kärntnertor (1858–1859)
- Gartenbaugebäude, Parkring, Wien 1 (1863–1864), Ausführung, Entwurf August Weber; abgerissen
- Palais Schwarzenberg, Rennweg 2, Wien 3 (1883), Gewächshäuser

Verschiedene Um- und Zubauten in Wien